# Hruškarje
Hruškarje so naselje v Občini Cerknica.

## Prebivalstvo
Etnična sestava 1991:
- Slovenci: 54 (100 %)